# Festa de São José de Ribamar
A Festa de São José de Ribamar é uma tradicional celebração religiosa e cultural realizada anualmente no município de São José de Ribamar, no estado do Maranhão, Brasil. Considerada uma das maiores manifestações de fé católica do Nordeste, a festa atrai milhares de fiéis, romeiros e turistas ao longo do mês de setembro.

## História
A devoção a São José em Ribamar remonta ao século XVII, quando pescadores atribuíram milagres ao santo durante tempestades no mar. A cidade de São José de Ribamar se consolidou como polo de peregrinação, com a construção de um santuário dedicado ao padroeiro.
Com o passar dos anos, o festejo foi se estruturando, incorporando elementos religiosos, culturais e comunitários. A data oficial da festa ocorre no segundo domingo de setembro, mas os preparativos e celebrações se estendem por várias semanas.

## Programação
A programação da festa inclui:
- Novenas e missas diárias no Santuário de São José de Ribamar
- Procissões marítimas, terrestres e ciclísticas
- Apresentações culturais e shows musicais
- Queima de fogos e alvoradas festivas
- Romarias oriundas de diversas partes do Maranhão e de estados vizinhos

O evento mobiliza não apenas a cidade-sede, mas também todo o entorno da Ilha de São Luís.

## Patrimônio Cultural
Em abril de 2024, a Festa de São José de Ribamar foi oficialmente reconhecida como Patrimônio Cultural e Imaterial do Maranhão pela Assembleia Legislativa do Estado do Maranhão, em razão de sua importância histórica, social e religiosa para o povo maranhense.

## Importância
Além de sua relevância religiosa, a festa representa uma expressão profunda da cultura popular maranhense, envolvendo moradores, devotos, artistas e autoridades locais. É também um importante motor para o turismo religioso e a economia da região.